# T.E. McField Sports Centre
El T.E. McField Sports Centre és un estadi esportiu multiús a George Town, la capital del territori britànic d'ultramar de les Illes Caiman al Mar Carib. Entre els anys 2011 i 2012, l'estadi va ser seu d'un grup del Campionat de Clubs de la CFU. Va ser inaugurat en 1970 i renovat en 1982, i té una capacitat aproximada per a 2.500 espectadors.